# Gwanda Chakuamba
Gwandaguluwe Chakuamba Phiri (Nsanje, 4 de abril de 1935 - Blantire, 24 de octubre de 2016), conocido popularmente como Gwanda Chakuamba, fue un servidor público y político malauí que ejerció numerosos cargos ministeriales en el gobierno de Malaui durante el régimen de Hastings Kamuzu Banda (1964-1994) y posteriormente tuvo una carrera destacada en la etapa democrática temprana. Entre 1994 y 2004 ejerció el liderazgo del Partido del Congreso de Malaui (MCP), antiguo partido único del país y principal fuerza de la oposición durante el gobierno de Bakili Muluzi. Fue candidato presidencial en las elecciones de 1999 y 2004, en ambas ubicándose entre los principales contendientes pero sin resultar electo. Alternó entre apoyar al gobierno de Bingu wa Mutharika y oponerse a él antes de su retiro de la política activa en 2009.
Su carrera dentro de la dictadura es recordada por su papel como dirigente de los Jóvenes Pioneros de Malaui (MYP), ala paramilitar represiva del régimen de Banda. Por su parte, su carrera en democracia es recordada por su tendencia a los cambios de partido, lo que lo convirtió en una figura controvertida en la política malauí. Estuvo afiliado a todos los partidos que gobernaron Malaui durante su vida, aunque la mayor parte de su carrera la desarrolló dentro del MCP (el cual abandonó y al que retornó dos veces).

## Biografía

### Primeros años
Chakuamba nació en Nsanje, en el extremo sur de Malaui (entonces la colonia británica de Nyasalandia) en abril de 1935. Completó su educación primaria en Nsanje y Thyolo y la secundaria en la Escuela Católica Zomba, así como dos años de matriculación universitaria en el Solusi College de Bulawayo, actual Zimbabue. Después de terminar sus estudios trabajó brevemente con la Asociación de Cultivadores de Algodón Empire, el único empleo formal que tendría durante su vida. Aunque obtuvo una beca para estudiar derecho en la Universidad de Filadelfia, en Estados Unidos, interrumpió sus estudios a finales de la década de 1950 tras conocer (por intermedio de su padre) a Hastings Kamuzu Banda, por entonces un miembro de alto rango del Congreso Africano de Nyasalandia (NAC), con lo cual decidió involucrarse políticamente en la lucha contra el dominio colonial británico. Se le asignó la tarea de organizar el naciente Partido del Congreso de Malaui en la región sur del país. Fue en este contexto que enfrentó su primer arresto político, a manos de las autoridades coloniales. Estuvo encarcelado por poco más de un año entre 1959 y 1960.

### Carrera durante el régimen de Banda
Tras su liberación, que coincidió con las crecientes concesiones a las demandas de autogobierno por parte del régimen colonial, Chakuamba se presentó como candidato del MCP en la circunscripción de Port Herald (actual Nsanje) en las elecciones de 1961 (los primeros comicios bajo sufragio universal en el territorio) y resultó electo miembro del Consejo Legislativo, siendo el miembro más joven del cuerpo. Sería reelegido sin oposición en 1963, poco antes de la independencia total de Malaui, tras lo cual pasó a ser miembro de la Asamblea Nacional. Fuertemente vinculado al sector del partido liderado por Banda, Chakuamba era visto como uno de sus más leales colaboradores. Durante la crisis de gabinete de 1964 que condujo a una purga total de la disidencia dentro del partido gobernante y al establecimiento de la dictadura unipartidista de Banda, Chakuamba se benefició de la purga para ascender políticamente y fue designado Ministro de Desarrollo Comunitario y Social. En el apogeo de la crisis estuvo involucrado en un enfrentamiento con partidarios de los ministros disidentes, en medio del cual perdió su ojo izquierdo.
Durante su gestión como Ministro, Chakuamba jugó un papel importante en la alfabetización masiva de adultos, si bien el analfabetismo en el país continuó siendo un problema, y en la inclusión de la economía doméstica en las escuelas. En los años posteriores, sin embargo, su fuerte vinculación con Banda le permitió ser nombrado para diversas carteras ministeriales. No logró destacarse en ninguna de ellas debido a la celeridad con la que fue cambiado de cargo. Fue nombrado Ministro de Educación e Información, posteriormente Ministro de Gobierno Local, Ministro de Obras y Suministros, Ministro de Juventud y Cultura y finalmente Ministro de Agricultura. En total Chakuamba ocupó carteras ministeriales durante diecisiete años, lo que lo convirtió en el alto funcionario del régimen de Banda con más tiempo de servicio. No obstante, su principal papel político terminaría jugándolo como un dirigente activo de los Jóvenes Pioneros de Malaui (MYP), el ala paramilitar de la dictadura que tuvo como propósito la represión masiva de la disidencia. Fue muy cercano a Bakili Muluzi, representante del sector privado que llegaría a ser Secretario General del MCP antes de su caída en desgracia en la década de 1980.
La carrera de Chakuamba dentro de la dictadura llegó a un abrupto final en 1980, cuando inició un enfrentamiento con John Tembo. Tío de Cecilia Kadzamira, Primera Dama de facto y compañera de vida de Banda, Tembo había comenzado a acumular poder a expensas de los liderazgos más antiguos, como el de Chakuamba. En noviembre de 1980, Tembo acusó a Chakuamba de haber intentado asesinar al presidente (la única evidencia disponible al respecto fue un arma descubierta en su casa). Chakuamba fue destituido de todos sus cargos, detenido y sometido a juicio por cuatro cargos, la mayoría por conspiración y sedición. El 20 de marzo de 1981 fue finalmente condenado a veintidós años de prisión por el Tribunal Tradicional de la Región Sur de Soche, Blantire. Antes de su encarcelamiento fue sometido a una «gira de la vergüenza» por todas las bases de los MYP y todos sus bienes fueron confiscados. Durante su estancia en prisión, Chakuamba se vinculó a movimientos opositores y se afilió al Frente Democrático Unido (UDF), formación con sede en la región sur y liderada por su antiguo aliado Muluzi. Tras el referéndum de 1993 y el comienzo de la transición democrática, Chakuamba fue liberado de prisión luego de doce años, en julio de 1993. Buscó iniciar una carrera dentro del UDF, pero se desencantó rápidamente con el partido al poco tiempo luego de que su directiva se negara a asignarle un cargo importante.

### Carrera en democracia
Chakuamba sorprendió a la opinión pública a las pocas semanas de su liberación cuando anunció que abandonaba el UDF y retornaba al MCP tras recibir una invitación formal de Banda, lo que condujo a que fuera acusado de oportunismo político o incluso de haber sido sobornado para aceptar volver. Por su parte, Banda sorprendió a buena parte de la élite del MCP (que esperaba que Tembo fuese su sucesor) cuando le otorgó a Chakuamba la secretaría general del partido, lo que en la práctica implicaba designarlo como su sucesor. Entre octubre y diciembre de 1993, Chakuamba asumió interinamente la jefatura de Estado del país como cabeza del «Consejo Presidencial» mientras Banda se sometía a una cirugía cerebral. De cara a las elecciones generales de 1994, las primeras elecciones competitivas en la historia del país, el MCP resolvió presentar a Banda a la reelección. Banda seleccionó a Chakuamba como su compañero de fórmula y candidato a vicepresidente, en gran medida con el objetivo de ampliar la base del partido más allá de sus bastiones en la región Central y acceder a los votantes del Sur. Aunque el MCP sufrió una aplastante derrota ante el UDF, se consideró que la presencia de Chakuamba en la fórmula tuvo un impacto positivo para que el partido se mantuviera competitivo en algunas regiones del sur y logró ganar en Nsanje, distrito natal de Chakuamba y único distrito del Sur donde no ganó el UDF.
Después de las elecciones, Chakuamba sucedió formalmente a Banda como líder del MCP y, por lo tanto, líder de la oposición al gobierno de Bakili Muluzi. No obstante, tuvo que enfrentar la presión interna de la facción de John Tembo, con quién sostuvo amargos conflictos durante la siguiente década. Al igual que Banda durante la transición democrática, la estrategia política de Chakuamba fue intentar explotar las divisiones regionales entre los dos partidos que habían representado la oposición al régimen (el UDF y la AFORD con sede en el Norte) para intentar configurar una coalición para enfrentar al UDF. Tras la ruptura del gobierno de unidad entre el UDF y la AFORD en 1996, Chakuamba dialogó con el líder de esta última, Chakufwa Chihana, para establecer una alianza de cara a las elecciones de 1999. La coalición se logró a pesar de la oposición de Tembo (que aspiraba a integrar la fórmula del partido). Chakuamba fue candidato presidencial, con Chihana como compañero de fórmula. La postulación de la fórmula mixta provocó problemas cuando la Comisión Electoral se negó a registrarla, lo que resultó en una batalla judicial que se resolvió a favor de la coalición.
Luego de una tensa campaña salpicada por episodios de violencia esporádicos, las elecciones resultaron en un triunfo para Muluzi con el 52,38 % de los votos válidamente emitidos contra el 45,17 % de Chakuamba. A pesar de dominar las regiones Norte y Central, Chakuamba no logró contrarrestar la hegemonía del UDF en el Sur (que todavía resentía al régimen de Banda y vinculaba a Chakuamba con él) y sufrió pequeñas pero notables fugas de votos en la región Central, probablemente por la ausencia de un chewa en la fórmula del MCP (pese a lo cual ganó casi todos los distritos centrales). La elección fue una de las más polarizadas y competitivas entre dos candidatos en la historia de Malaui, mientras que el porcentaje de votos obtenido por Chakuamba permanece hasta la fecha como el más alto jamás logrado por un candidato presidencial que no fue electo, siendo incluso más alto que los porcentajes de victoria obtenidos por el ganador en 2004, 2014 y 2019, y la única vez que un candidato derrotado ha superado los dos millones de votos. Chakuamba inicialmente rechazó reconocer la derrota y amenazó con impugnar los resultados. El Tribunal desestimó los recursos de la oposición.
En octubre de 2002, Chakuamba fue arrestado brevemente (antes de ser liberado bajo fianza), acusado de falsificar una carta que supuestamente era de Muluzi y que ofrecía sobornos a miembros del parlamento si apoyaban su intento de cambiar la constitución para postularse a un tercer mandato como presidente. Cada vez más presionado por la facción de John Tembo, Chakuamba perdió el control del MCP ante este a principios de 2004 (poco antes de las elecciones generales). Chakuamba se negó a apoyar a Tembo como candidato y abandonó el MCP, fundando en su lugar el Partido Republicano. El RP unió fuerzas con otros seis partidos para formar la Coalición Mgwirizano («Unidad»). Chakuamba fue elegido candidato presidencial de la coalición y obtuvo el tercer lugar detrás de Tembo y Bingu wa Mutharika (candidato del UDF y ganador de la elección). La Coalición Mgwirizano obtuvo un desigual apoyo a nivel regional, ganando el extremo sur del que Chakuamba era oriundo y reteniendo el apoyo del voto del Norte. Poco después de la votación, antes de que se anunciaran los resultados oficiales, Chakuamba afirmó haber ganado las elecciones y dijo que las encuestas de salida que mostraban a Mutharika a la cabeza eran falsas. Mutharika juró como presidente el 24 de mayo, aunque Chakuamba denunció su victoria como fraudulenta.
A principios de junio, Chakuamba desistió de su amenaza de impugnar el resultado y aceptó apoyar al gobierno de Mutharika. No recibió un puesto en el gabinete, pero sí otros tres miembros del RP. En febrero de 2005, Chakuamba fue nombrado Ministro de Agricultura y se unió formalmente al Partido Demócrata Progresista fundando por Mutharika tras abandonar el UDF. Fue elegido vicepresidente interino del partido. Sin embargo, en septiembre de 2005, fue destituido de su cargo como Ministro de Agricultura y, días después, detenido para ser interrogado por un discurso en el que predijo que el presidente Mutharika dejaría el cargo para Navidad. Posteriormente, Chakuamba abandonó el DPP y formó el Nuevo Partido Republicano (NRP). Tras el fallecimiento de Ethel, esposa de Mutharika, en 2007, Chakuamba criticó a Mutharika por no informar a la población sobre su enfermedad.
De cara a las elecciones de 2009, Chakuamba respaldó la candidatura del expresidente Muluzi, a pesar de haber liderado la oposición a este durante todo su mandato. El 26 de agosto de 2007, al dirigirse a un mitin de la UDF junto con Muluzi, Chakuamba pidió a Tembo (líder del MCP) que se presentara como compañero de fórmula de Muluzi para derrotar a Mutharika, petición que Tembo rechazó dos días después. Luego de que el Tribunal resolviera que Muluzi no podía ser candidato por haber ejercido dos mandatos constitucionales como presidente, Chakuamba rechazó apoyar a Tembo como principal candidato de la oposición y en su lugar decidió retornar al oficialismo y apoyar a Mutharika. En las elecciones Chakuamba fue candidato a miembro de la Asamblea Nacional por la circunscripción de Nsanje North pero fue derrotado por Frank Ellias, del DPP. El NRP no obtuvo escaños en las elecciones, y poco después de su derrota, Chakuamba anunció de nuevo su retirada de la política, afirmando que se dedicaría a la agricultura.

### Últimos años
Chakuamba se retiró de la política activa, pero continuó expresando esporádicamente sus opiniones. En principio respaldó a la presidenta Joyce Banda (en el cargo tras la repentina muerte de Mutharika), y se afilió a su formación, el Partido Popular. En febrero de 2013, sin embargo, abandonó el PP y anunció que retornaría al MCP por segunda vez, afirmando que prefería «volver a casa». Mantuvo un acercamiento con Lazarus Chakwera, sucesor de Tembo en el liderazgo del MCP y más tarde presidente de Malaui, aunque no se involucró en las disputas internas del partido. Luego de unos años enfrentando problemas de salud (que lo llevaron a buscar tratamiento médico en la India), Chakuamba falleció en octubre de 2016 en Blantire.